# Cantone di Thann
Il Cantone di Thann era una divisione amministrativa dell'arrondissement di Thann.
A seguito della riforma approvata con decreto del 21 febbraio 2014, che ha avuto attuazione dopo le elezioni dipartimentali del 2015, è stato soppresso.

## Composizione
Comprendeva i comuni di
- Aspach-le-Haut
- Bitschwiller-lès-Thann
- Bourbach-le-Bas
- Guewenheim
- Leimbach
- Michelbach
- Rammersmatt
- Roderen
- Thann
- Vieux-Thann
- Willer-sur-Thur